# Gefangenschaftsflüchtling

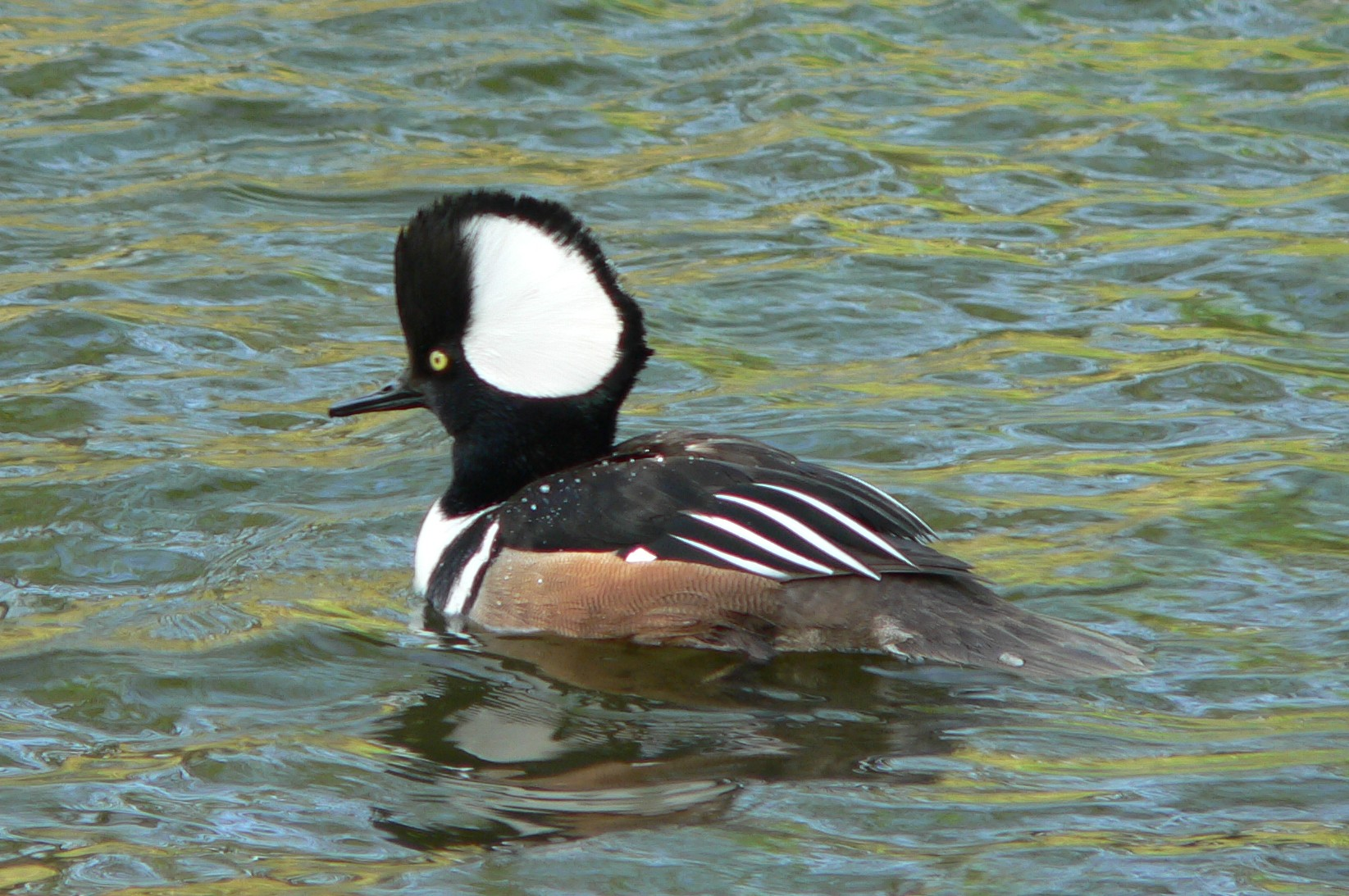
Der in Nordamerika beheimatete Kappensäger wird in Europa stets als Gefangenschaftsflüchtling betrachtet, wenn er in Freiheit aufgefunden wird.

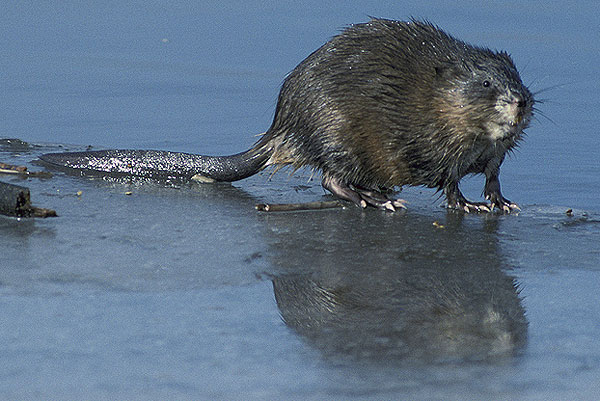
1905 wurde in Böhmen die Bisamratte (Ondatra zibethicus) zur Pelzgewinnung das erste Mal angesiedelt.

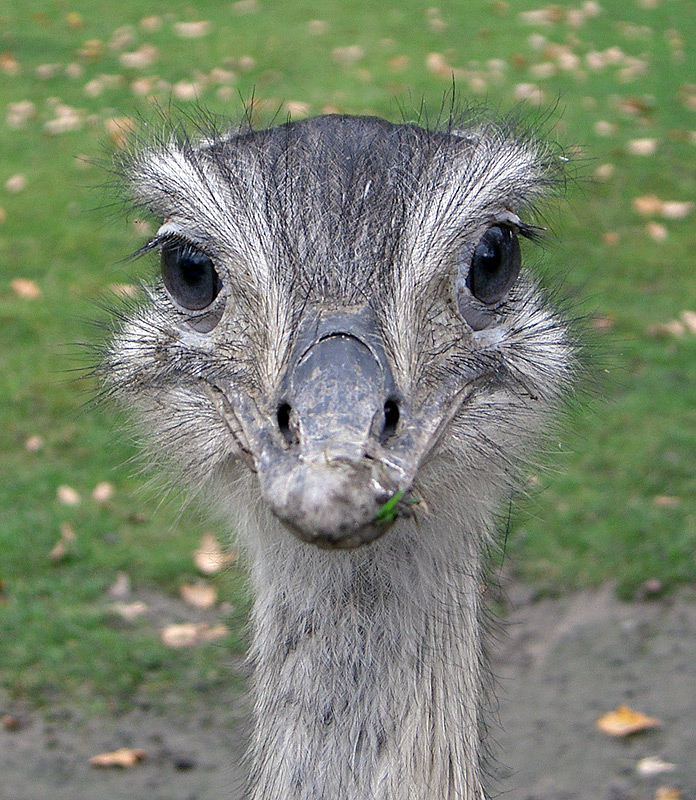
Sechs aus einem Gehege ausgebrochene Nandus haben in Mecklenburg-Vorpommern eine zwischenzeitlich etwa 600 Tiere umfassende Kolonie begründet, die inzwischen bejagt wird.

Ein Gefangenschaftsflüchtling ist ein Individuum einer gebietsfremden (allochthonen) Tierart, das aus menschlicher Obhut geflüchtet ist oder ausgesetzt wurde und als freilebend betrachtet werden kann.
Viele Gefangenschaftsflüchtlinge sind Vögel, da insbesondere aus Ziergeflügelhaltung immer wieder Individuen entweichen. Brautenten und Mandarinenten sind auf diese Weise in Mitteleuropa zu dauerhaften Bewohnern geworden.

## Gefangenschaftsflüchtlinge als Neozoen
Gelingt es Gefangenschaftsflüchtlingen, sich über mindestens drei Generationen in der freien Natur fortzupflanzen, spricht man von Neozoen. Ähnlich wie bei Pflanzen, deren Verbreitung sich durch Zutun des Menschen verändert hat (Hemerochorie), können Gefangenschaftsflüchtlinge als Neozoen die Artenvielfalt eines Lebensraumes erweitern (nicht-invasiv) oder gefährden (invasiv), siehe auch biologische Invasion.
Ein Beispiel sind die Mustangs, die wild lebenden Pferde Nordamerikas, die seit dem 16. Jahrhundert bekannt sind. Mustangs sind ursprünglich keine Wildpferde, sondern Nachkommen verschiedener Hausrassen. Die spanischen Konquistadoren führten als Erste Pferde in die Neue Welt ein (meist Araber und die in Spanien zu dieser Zeit heimischen Hauspferderassen), später auch andere europäische Einwanderer. Viele dieser importierten Pferde und ihrer Nachkommen entkamen, verwilderten und etablierten als Neozoen eine stabile Population.
In Deutschland entstanden wiederholt wilde Populationen, nachdem Tiere aus der Gefangenschaft in der Pelztierzucht entkommen waren. Ein Beispiel ist der aus Nordamerika stammende Waschbär.

## Gefangenschaftsflüchtlinge und Irrgäste
Nicht immer lassen sich Gefangenschaftsflüchtlinge einwandfrei identifizieren. Bei der Feststellung des natürlichen Verbreitungs- oder Zuggebiets einer Tierart können frei lebende Exoten oft erhebliche Verwirrung stiften. Den in Nordamerika beheimateten Kappensäger beispielsweise kann es gelegentlich während seines Zuges in die Sommer- bzw. Winterquartiere bis nach Europa verschlagen. Da diese zu den Entenvögeln zählende Art seit der zweiten Hälfte des 20. Jahrhunderts häufig als Wassergeflügel gehalten wird, werden in Freiheit aufgefundene oder beobachtete Tiere grundsätzlich als Gefangenschaftsflüchtlinge betrachtet. Nur wenn die Beringung eines Individuums etwas anderes beweist, wird es als verirrter Zugvogel (Irrgast) eingeordnet.